# Bourjois
Pour l’article ayant un titre homophone, voir Bourgeois.
Bourjois est une marque américaine de maquillage, d'origine française basée en Ile-de-France, créée en 1863 par Joseph-Albert Ponsin, frère de la cantatrice Marie Rôze, sous la description de « La fabrique de fards pour théâtre et pour la ville ». Longtemps société sœur de Chanel, Bourjois commercialise parfums, maquillage, cosmétiques et appartient à Coty depuis le 2 avril 2015.

## Historique

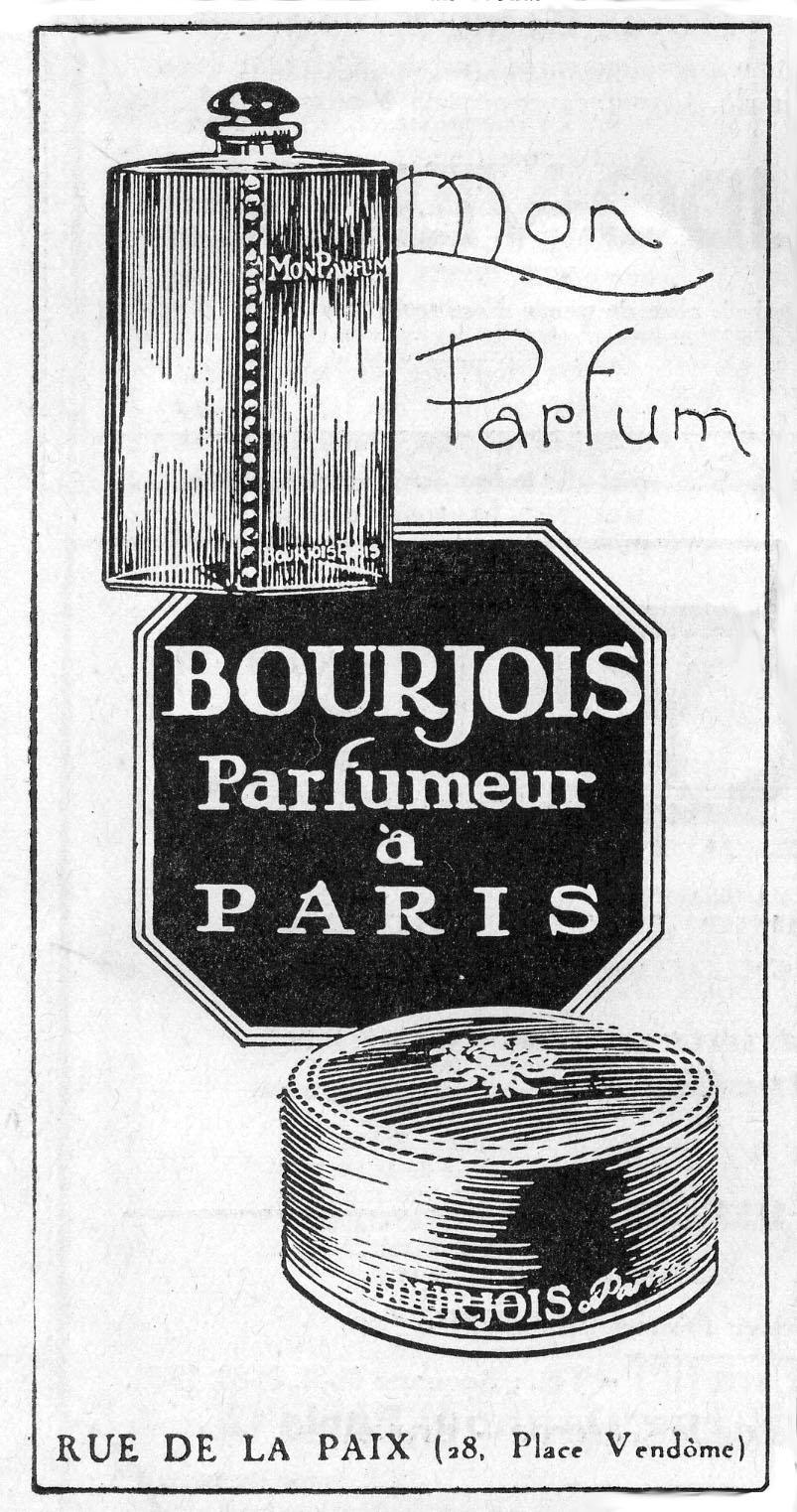
Réclame de 1923 (L'Illustration)

En 1862, le comédien Joseph-Albert Ponsin brevète une pommade pour blanchir la peau des artistes des théâtres des grands boulevards et lance ses fards pour le théâtre et pour la ville. L'année suivante il met au point la technologie du fard cuit, une recette exclusive jalousement gardée par l'entreprise de nos jours. Alors qu'à l'époque tous les fards sont gras, celui-ci est un fard sec.
Les fards, nommés Rouge Fin de Théâtre présentés dans des boîtes rondes colorées, deviendront l'emblème de la marque dès 1868.
Piètre gestionnaire, le comédien transmet sa petite entreprise à Alexandre-Napoléon Bourjois (1847-1893). Celui-ci ouvre une boutique boulevard Saint-Martin et lance en 1879, La poudre de riz de Java pour « éclaircir le teint et velouter la peau » ; cette poudre va rencontrer un succès mondial : deux millions de boites seront vendues par an.
En 1890, Alexandre-Napoléon Bourjois s'associe à Émile Orosdi (5 mai 1869 Paris-vers 1918), d'origine austro-hongroise, moyennant la somme de 194 000 francs pour développer l'affaire et en prendra le contrôle après sa mort. Les poudres à rosir les joues apparaissent. Une usine à vapeur est construite à Pantin en 1891, non loin des abattoirs de la Villette qui fournissent les graisses et suifs pour la fabrication des produits de beauté et le siège est installé rue d'Hauteville dans le Xe arrondissement de Paris. En 1897, l'entreprise compte déjà 700 références.
En 1898 Ernest Wertheimer prend 50 % de la société ; celle-ci sera cédée en 2014 à Coty. Dans les années 1910 la société Bourjois Inc est créée aux États-Unis. Le Fard Pastel, blush sec de la marque dans ses petites boites rondes, est commercialisé en 1912 ; il prendra plus tard différentes appellations en fonction de ses couleurs : Cendre de rose, Rouge mexicain, Rosette brune, Rose de ville, … Le succès de ce produit est immense : durant des décennies, la marque fera mention, au bas de ses réclames, de la mention « Bourjois - créateur des Fards Pastels ». Les fils d'Ernest, Paul et Pierre Wertheimer développeront la société et lui donneront son rayonnement international, ouvrant des filiales partout dans le monde. Jacques Helleu petit-fils de Paul Helleu et fils de Jean Helleu, dirigera la création du groupe dans les années cinquante. En 1950, Bourjois parraine Les Chansons d'automne, émission de radio animée par Charles Trenet qui invente le slogan « Bourjois avec un J comme joie ».

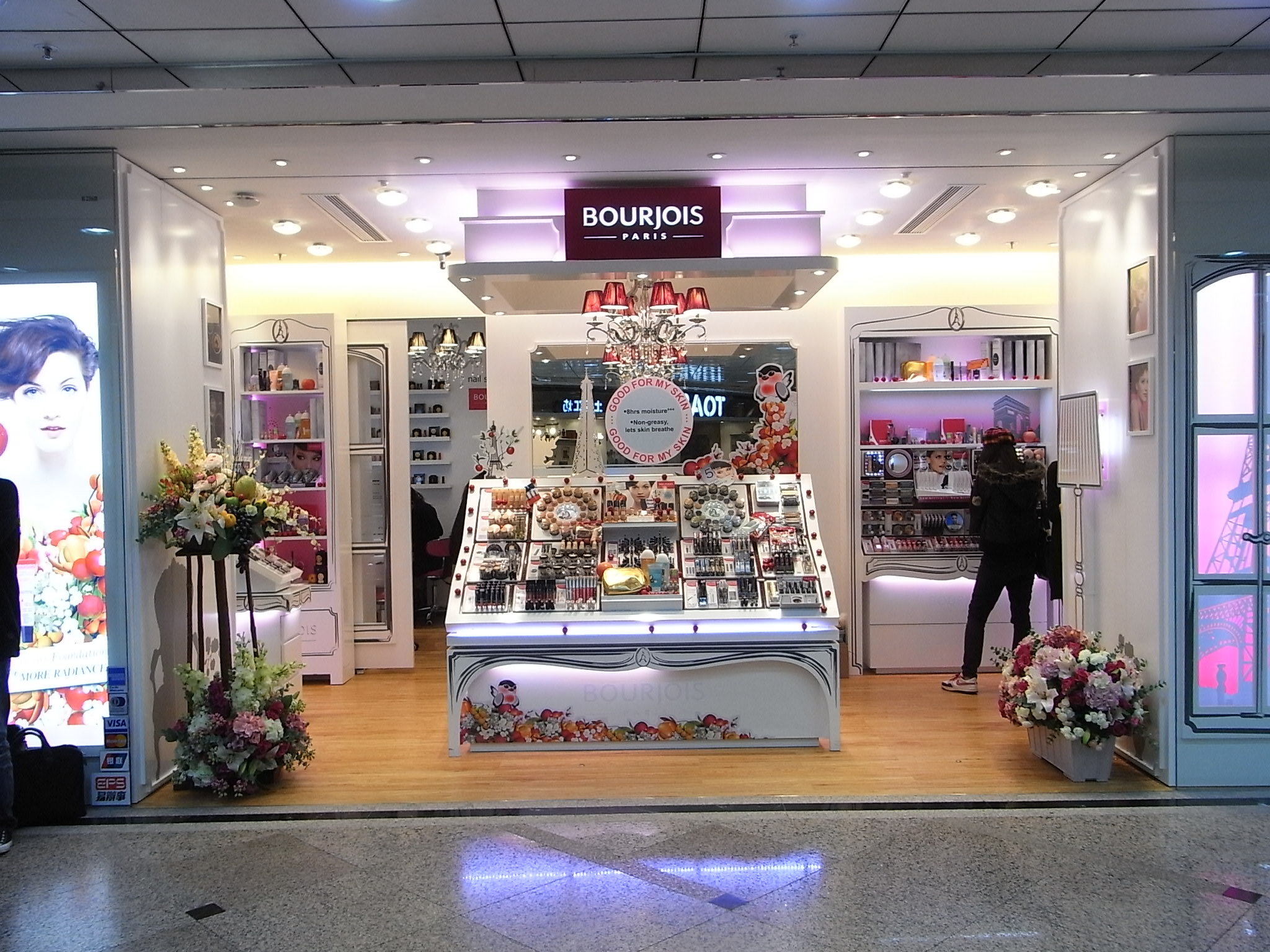
Un magasin Bourjois à Hong Kong

Dans les années 1980, les Fards Pastels évoluent et deviennent les Fards pastels Joues et Fards pastels Paupières. Le mascara Coup de Théâtre développé dans les années 1990 est le premier mascara en deux étapes. En 1996, le Pastel Joues change totalement de packaging, il intègre désormais un pinceau et un miroir.
Le 18 décembre 2015 la société Bourjois, fortement déficitaire, est dissoute et absorbée par son actionnaire unique la société Coty France,.

## Parfums
- 1923 : Mon parfum
- 1929 : Lancement de Soir de Paris, par Ernest Beaux, qui devient un parfum célèbre avec son flacon bleu.
- 1936 : Kobako par Ernest Beaux
- 1938 : Mais oui par Constantin Weriguine
- 1951 : Ramage par Constantin Weriguine
- 1953 : Glamour par Constantin Weriguine
- 1955 : Premier muguet par Henri Robert